# Glyptotendipes dendrophila
Glyptotendipes dendrophila är en tvåvingeart som beskrevs av Zvereva 1950. Glyptotendipes dendrophila ingår i släktet Glyptotendipes och familjen fjädermyggor. Inga underarter finns listade i Catalogue of Life.